# Агідельська культура
Агідельська культура — археологічна культура пізнього неоліту й енеоліту Південного Передуралля, Волго-Уральського межиріччя. Археологи датують Агідельську культуру періодом кінця V—III тис. до н. е.

## Загальна характеристика
Археологічна культура названа по річці Біла (Агідель).
Більшість пам'яток розташовані в лісостеповій і степовій частині Башкортостану, по басейнах річок Біла, Дьома та Ік. Пам'ятники раннього етапу: Мулліно III, Давлеканово III, Більська I; пізній етап — Мулліно IV, Сауз III, Гумерово та ін.
Поселення агідельской культури знаходилися на високих надзаплавних терасах і не мали укріплень. Житлами служили наземні прямокутні, ймовірно, колодні споруди.
Кераміка на ранньому етапі кругло-донна з напливом у віночків (комірцева); на пізньому етапі — прямі стінки з орнаментом у вигляді великої, гребінки. Переважають знаряддя з кременю, шліфовані сокири і тесла, ножі і наконечники суртандинського типу, зернотертки, крем'яні серпи. Кістки домашніх тварин: коней, великої та дрібної рогатої худоби (до 35 %).
Населення агідельскої культури концентрувалося переважно в Іксько-Дьомському межиріччі й у низинах р. Білої (територія Башкортостану); займалося полюванням, рибальством, скотарством. На заході межувала з самарської культурою, на південному сході зі зауральскою (суртандинскою) культурою.